# ديفيد ر. إيفانز
ديفيد ر. إيفانز (بالإنجليزية: David R. Evans) هو محامي وسياسي أمريكي، ولد في 20 فبراير 1769 في المملكة المتحدة، وتوفي في 8 مارس 1843 في الولايات المتحدة. حزبياً، نشط في الحزب الجمهوري الديمقراطي. وقد انتخب عضو مجلس النواب الأمريكي.